# Шёнвальд (Бранденбург)
Шёнвальд (нем. Schönwald) — община в Германии, в земле Бранденбург.
Входит в состав района Даме-Шпревальд. Подчиняется управлению Унтершпревальд. Население составляет 1175 человек (на 31 декабря 2010 года). Занимает площадь 44,85 км².
Коммуна подразделяется на 2 сельских округа.

## Население
| Год  | Численность | Численность |
| ---- | ----------- | ----------- |
| 2017 | 1155        | [ 1 ] [ 2 ] |
| 2019 | 1162        | [ 5 ]       |
| 2021 | 1181        | [ 6 ]       |
| 2022 | 1203        | [ 7 ]       |
| 2023 | 1234        | [ 3 ]       |